# 무라타 다쓰야
무라타 다쓰야(일본어: 村田 達哉, 1972년 8월 8일 ~ )는 일본의 전 축구 선수이다.

## 구단 경력
과거 베르디 가와사키, 콘사돌레 삿포로, 베갈타 센다이, 오미야 아르디자에서 활동하였다.